# 约翰·威廉·阿特金森
约翰·威廉·阿特金森（英語：John William Atkinson，1923年12月31日—2003年10月27日）是一位美国心理学家，对人类 动机、成就和行为进行科学研究的先驱。他也是第二次世界大战退伍军人、教师、学者、和密歇根大学Community长期会员。
阿特金森使得动机成为心理学研究的一个独特领域。他相信科学的进步来自于从概念上的突破，这帮助了动机理论的形成与发展。他是最早在心理学中将理论上的严格的数学模型与实验模型中的使用计算机模拟结合起来的人之一。他也认识到科学测量的重要性，终生保持了对于人类动机精确测量的兴趣，尤其是想象思维的内容分析。他的学科转化discipline-changing思想为全世界所效法。1979年，他获得美国心理学会的最高奖，科学杰出贡献金质奖章.
阿特金森出生于美国新泽西州的泽西城，父亲是弗兰克 G.阿特金森，母亲是威廉敏娜·阿特金森。他就读于新泽西州Oradell的公立学校，毕业于新泽西州英格尔伍德的德怀特·Morrow 中学。1944年，阿特金森应征入伍，加入美国空军，担任B-25等轰炸机的领航员。1944年，阿特金森与他中学时代的情侣玛丽·简在乔治亚州梅肯结婚。
战后，在1946-1947学年的中间，阿特金森在卫斯连大学完成尚未取得的心理学学位。此后他得到海军研究局的资助，开始从事人类需要与行为激励的基础研究。1950年，阿特金森获得密歇根大学心理学博士学位。此后，他一直任教于密歇根大学心理学系。阿特金森是该大学文理学院的 Honor's Program的创始人之一，阿特金森教授在一个独特的时机，创设了多学科课程，来挑战在校大学生。他创作和编写了许多关于人类动机、成就与行为科学研究的著作和文章。阿特金森是最早在心理学中将理论上的严格的数学模型与实验模型中的使用计算机模拟结合起来的人之一。他的理论和实验工作持续了数十年之久，产生许多博士学位。
阿特金森获得许多荣誉，包括被选为美国文理科学院院士，2次成为斯坦福大学行为科学先行研究中心成员，美国心理学会会员，德国鲁尔大学荣誉博士，和美国心理学会得最高奖，科学杰出贡献金质奖章。阿特金森退休时，大学为他召开特别讨论会，许多从前的学生和同事前来参加，说到他对人类动机科学的灵感和贡献。1985年，他被命名为荣誉教授。
阿特金森坚持 ethical 行为，高度评价美国的基本自由。在躁动的1960年代，他是密歇根日报管理委员会的成员之一。1970年代初，阿特金森的信仰促使他对总统理查德·尼克松威胁自由与正义的行为感到愤怒，组织和领导公共集会，谴责尼克松总统，促使国会通过对尼克松的弹劾。

## 阿特金森的成就動機理論
成就動機概念是由默瑞(H.A.murrary)提出的成就需要的理論發展而成，在20世紀阿特金森與大衛·麥克利蘭對成就動機進行系統研究，提出成就動機理論。
```
阿特金森的成就動機理論中，最出名的是：成就動機的合成傾向(Ta)=追求成功的傾向(Ts)-回避失敗的傾向(Taf)
```